# C.J. Anderson
Cortrelle Javon Anderson (Vallejo, 2 febbraio 1991) è un ex giocatore di football americano statunitense di ruolo running back che ha militato nella National Football League (NFL). Al college ha giocato a football coi California Golden Bears.

## Carriera professionistica

### Denver Broncos
Dopo non essere stato scelto nel Draft NFL 2013, Anderson firmò con i Denver Broncos. Debuttò come professionista nella vittoria della settimana 8 contro i Washington Redskins in cui corse 22 yard. La sua prima stagione regolare si concluse con 5 presenze e 38 yard corse, coi Broncos che arrivarono fino al Super Bowl XLVIII, perso contro i Seattle Seahawks.

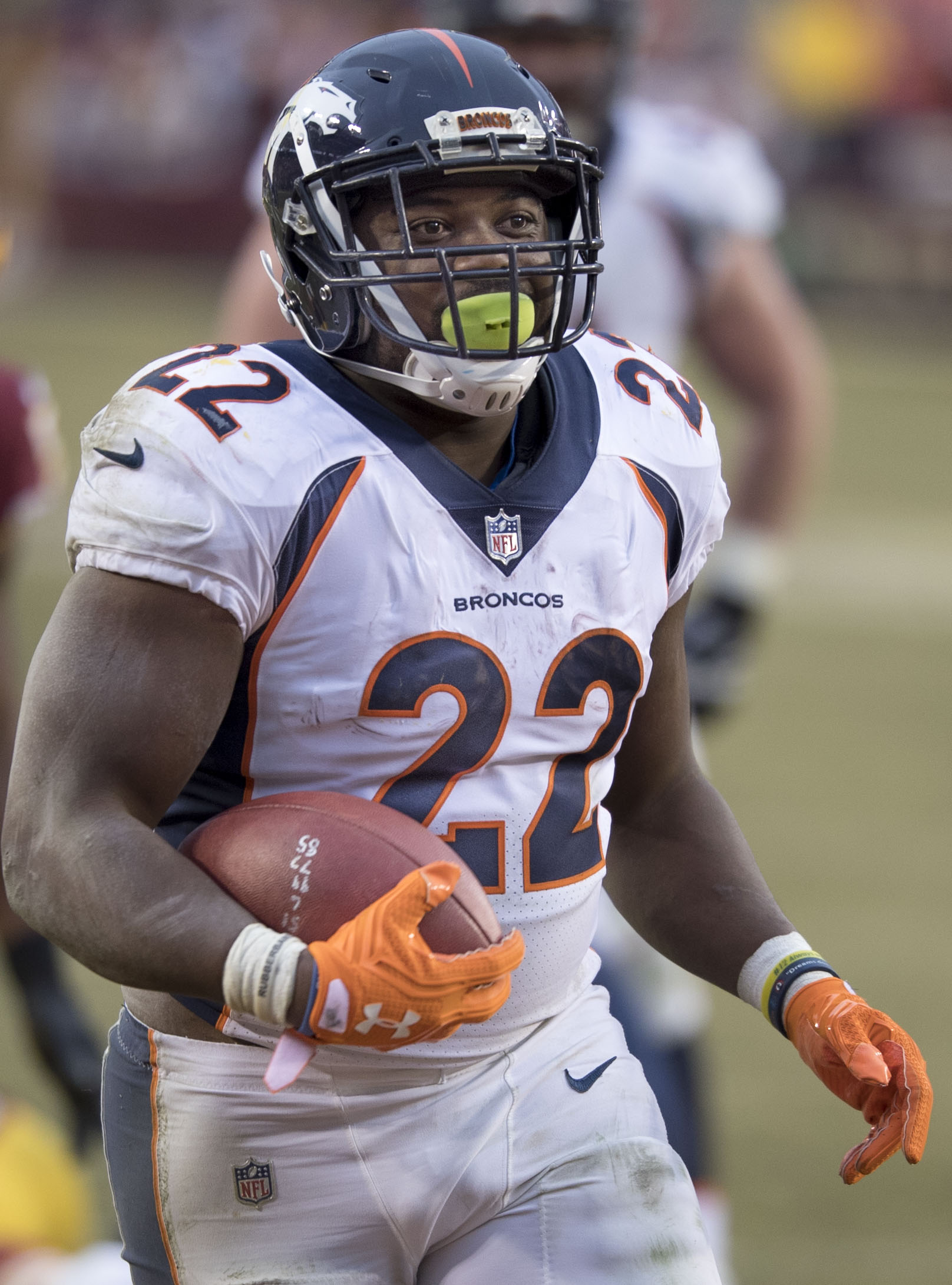
Anderson nel 2017

Nella settimana 12 del 2014, Anderson segnò il primo touchdown su corsa in carriera, guidando alla vittoria i Broncos sui Miami Dolphins con un primato personale di 167 yard corse e recuperando anche un onside kick. Sette giorni dopo superò il suo stesso record portandolo a 168 yard corse e segnò un TD su ricezione nella vittoria esterna sui Chiefs, venendo premiato come running back della settimana. Nelle ultime quattro partite, Anderson corse più yard di qualsiasi altro giocatore della lega.
Con l'esplosione di Anderson, i Denver iniziarono ad adottare un gioco maggiormente orientato sulle corse, portando il giocatore a segnare tre touchdown nella vittoria della settimana 14 contro i Buffalo Bills. Altri tre li segnò nell'ultimo turno della stagione vinto contro i Raiders, venendo premiato come miglior giocatore offensivo della AFC della settimana. La sua stagione si chiuse guidando i Broncos con 849 yard corse e 8 touchdown in 15 presenze, di cui le ultime sette come titolare, venendo convocato per il suo primo Pro Bowl al posto dell'infortunato Le'Veon Bell.
Nella prima metà della stagione 2015, Anderson non riuscì a replicare le prestazioni dell'anno precedente, segnando il suo primo TD nella settimana 8. Fu invece decisivo nel dodicesimo turno, correndo 113 e segnando due volte nella vittoria casalinga sui precedentemente imbattuti Patriots. Fu sua la marcatura che chiuse la partita dopo una corsa da 48 yard a due minuti e mezzo dall'inizio dei tempi  supplementari. Per questa prova fu premiato come giocatore offensivo della AFC della settimana. Nel divisional round dei playoff guidò i Broncons con 72 yard corse e un TD nella vittoria che portò la squadra in finale di conference, vinta contro i Patriots. Nel Super Bowl 50, Anderson partì come titolare risultando il miglior corridore della partita con 90 yard e segnando l'unico touchdown offensivo della sua squadra, nella vittoria per 24-10.
La prima gara della stagione 2016 fu la rivincita del Super Bowl di sette mesi prima coi Panthers che i Broncos vinsero per 21-20. Anderson guidò i suoi con 92 yard corse e segnò due touchdown, uno su corsa e uno su ricezione La sua annata si chiuse dopo sole 7 partite a causa della rottura del menisco che richiese un'operazione chirurgica.
Nel secondo turno della stagione 2017 Anderson fu premiato come running back della settimana dopo avere corso 118 yard e segnato due touchdown (uno su corsa e uno su ricezione) nella vittoria per 42-17 sui Dallas Cowboys. A fine anno superò per la prima volta le 1.000 yard corse.

### Carolina Panthers
Il 7 marzo 2018 Anderson firmò un contratto di un anno con i Carolina Panthers per fungere da riserva di Christian McCaffrey. Il 12 novembre 2018 fu svincolato.

### Los Angeles Rams
Dopo sei giorni nel roster degli Oakland Raiders senza mai scendere in campo, il 18 dicembre 2018 Anderson firmò con i Los Angeles Rams. Nel penultimo turno, con Todd Gurley inattivo, Anderson giocò una gara di alto profilo contro gli Arizona Cardinals, correndo 167 yard e un touchdown nella vittoria dei Rams per 31-9, venendo premiato per la terza volta in carriera come running back della settimana. Si mise in luce anche nel divisional round dei playoff guidando i Rams con 123 yard corse e 2 touchdown nella vittoria sui Dallas Cowboys. La settimana seguente i Rams batterono i Saints, qualificandosi per il loro primo Super Bowl dal 2001, perso contro i New England Patriots.

### Detroit Lions
Il 1º aprile 2019 Anderson firmò con i Detroit Lions.

## Palmarès

### Franchigia
- Super Bowl : 1

Denver Broncos: 50
- American Football Conference Championship: 2

Denver Broncos: 2013, 2015
- National Football Conference Championship: 1

Los Angeles Rams: 2018

### Individuale
- Convocazioni al Pro Bowl: 1

2014
- Running back della settimana: 3

13ª del 2014, 2ª del 2017, 16ª del 2018
- Giocatore offensivo della AFC della settimana: 2

17ª del 2014, 12ª del 2015